# 日本大学史学会
日本大学史学会（にほんだいがくしがっかい、英語: Historical Society Of Nihon University）は、日本の学術研究団体の一つ。

## 概要
1929年11月設立。学術研究団体としての種別は単独学会。
史学研究を中心に隣接諸学の成果を吸収・応用し、広く内外に普及することを目指し、史学として現代社会が直面する様々な課題に対応できる学問的基盤を提供することを目的として設立された。

## 沿革
- 1929年 - 日本大学史学会設立。

## 刊行物

### 史叢
- 誌名（和文）：史叢
- 誌名（欧文）：Shiso
- 創刊年：1933
- 資料種別：ジャーナル（査読付き論文を含む）
- 使用言語：日本語のみ
- 発行形態：印刷体
- 著作権帰属先：学会
- クリエイティブコモンズ：定めている（CC BY）
- 購読：有料